# Stachan Rachimow
Stachan Rachimow, ros. Стахан Мамаджанович Рахимов (ur. 17 grudnia 1937 w Andiżanie, zm. 12 marca 2021 w Moskwie) – radziecki i rosyjski piosenkarz estradowy, Ludowy Artysta Federacji Rosyjskiej (2002).      
Zmarł 40 dni po śmierci żony, Ałły Ioszpe, z którą wspólnie występował na scenie od 1963. Dziesięcioletnia przerwa w ich karierze estradowej miała miejsce od 1979, gdy wyjechali na leczenie Ałły do Izraela. Pochowany na Cmentarzu Wostriakowskim w Moskwie.